# コーデュロイ

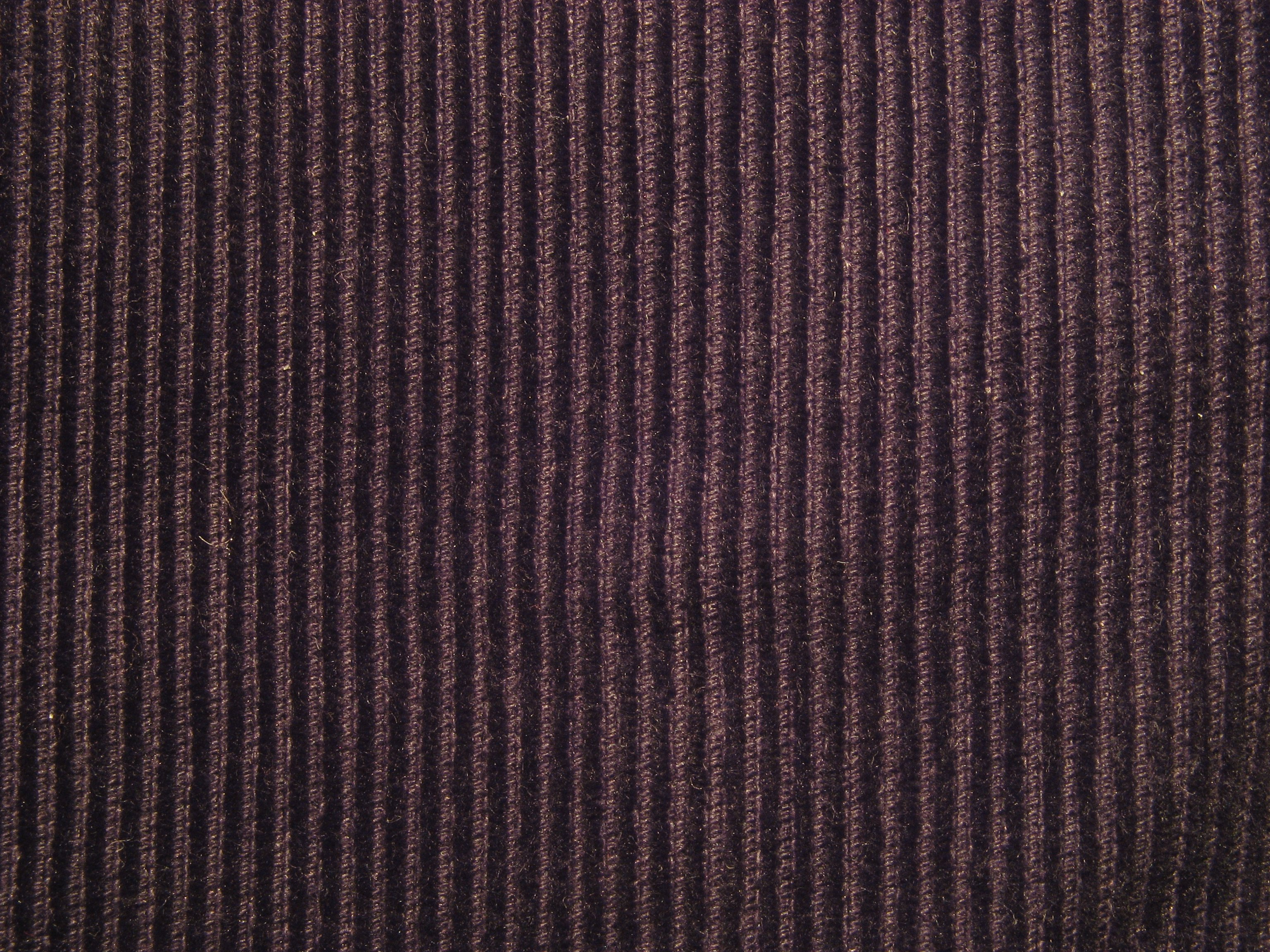
綿のコーデュロイ

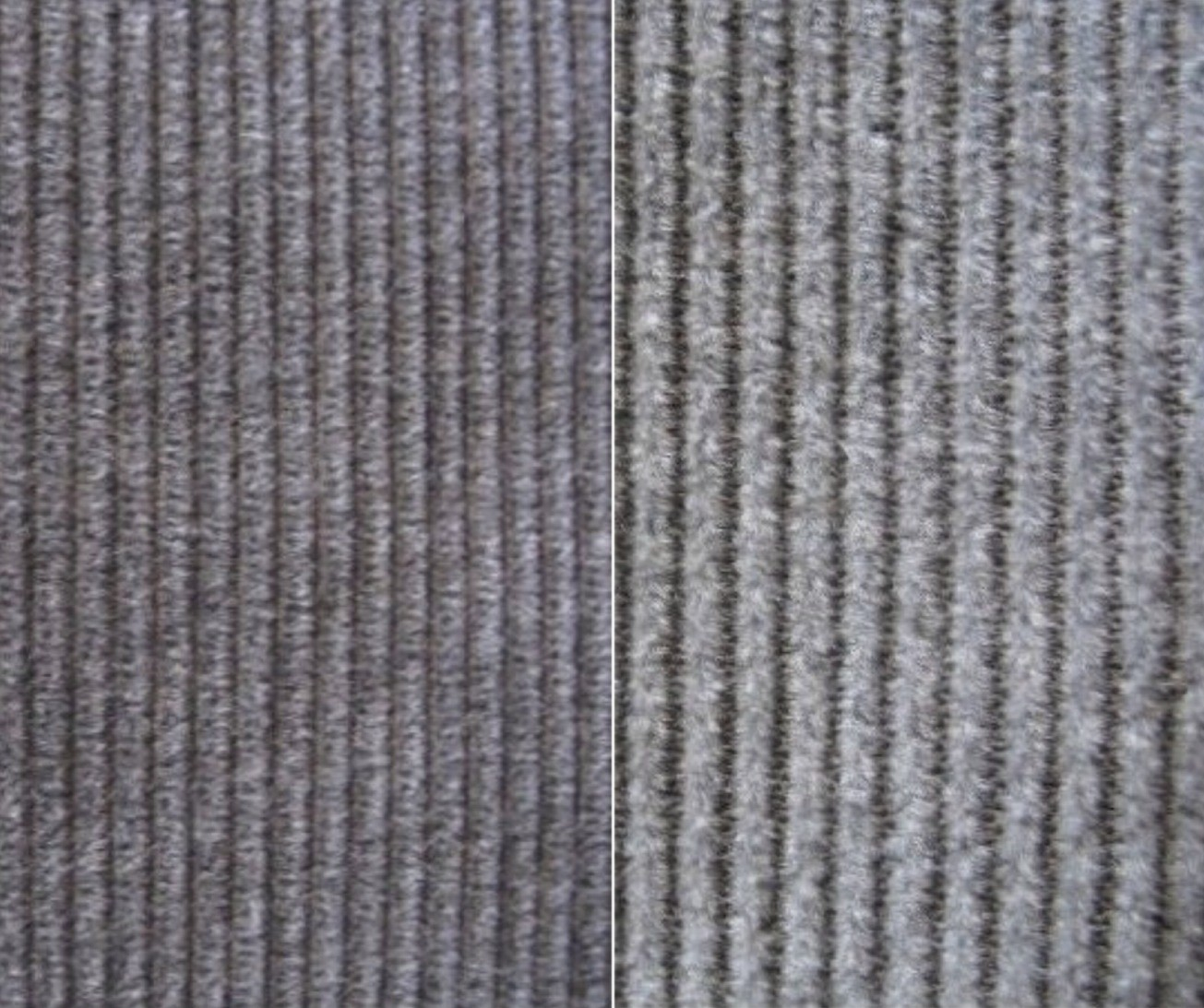
綿およびウールのコーデュロイ

コーデュロイ（英: corduroy）は、綿横ビロード織りしたパイル織物の一つ。
ベッチンと同じ織り方だが、縦うねが特徴である。保温効果が高いので冬服に使われる。服を作る際には普通の織物とは逆に下から上に向かって逆毛を立てるように裁断をする事が多い。これは光の反射を一定にすることで見た目に均質感を与える目的がある。

## 日本

### 語源
日本語ではコール天と呼ばれる。由来は「cord」+「天鵞絨（てんがじゅう、ビロードの和名）」である。一般的にはコール天とコーデュロイは同一の物を示すが、テキスタイル業界の用語としては、微妙な風合いの違いとして区別される。

### 製造
日本では95%以上が静岡県磐田市（旧・磐田郡福田町）で製造されている。
ヨーロッパではドイツのキンダーマン社が現存するコーデュロイの製造会社の一つである。

## 語源
コーデュロイの語源について、かつてはフランス語の「王の綱・（織り）糸、corde du roi」から来ていると説明されることが多かったが、このような語はフランス語に確認できず（フランス語ではvelours à côtes）、今日では民間語源とされている。代わって、有力なものとしてcord+deroy（西イングランド発祥の毛織物）とする説がある。

## 応用的利用
- 黒板消し。
- レコードクリーナー(レコード拭き)。
- 衣服のクリーナー。
- ジャケット、ワイシャツ、ジーンズ、カーゴパンツ等の衣服。